# 淺見康弘
淺見 康弘（あさみ やすひろ）は、日本の内閣府官僚。財務総合政策研究所次長を経て、科学技術振興機構研究開発戦略センター上席フェローや、日本エネルギー経済研究所グリーンエネルギー認証センター副センター長を務めた。

## 人物・経歴
1976年一橋大学経済学部卒業。経済企画庁物価局物価管理室室長補佐、経済企画庁長官官房秘書課課長補佐を経て、1991年経済企画庁経済研究所主任研究官。1992年経済企画庁調整局調整課国際地域協力企画官。経済企画庁国際地域協力推進室長、総合研究開発機構研究企画部主任研究員を経て、1996年経済企画庁調整局国際経済第二課長。1997年経済企画庁調査局景気統計調査課長。1999年国際協力銀行開発金融研究所次長。
2000年経済企画庁総合計画局計画官（物価担当）、経済企画庁経済研究所情報研究交流部長。2001年内閣府大臣官房国際課長。2003年経済社会総合研究所景気統計部長。2004年財務省大臣官房参事官兼財務総合政策研究所次長。2005年に退官後、科学技術振興機構研究開発戦略センター上席フェローや、日本エネルギー経済研究所グリーンエネルギー認証センター副センター長、日本エネルギー経済研究所研究理事を務めた。2022年瑞宝中綬章受章。

## 著作
- ‘The Changes of Accounting Standards & Structural Reform in Japanese companies’, Public Policy Review,2006,Vol.2, No.1